# In My Wildest Dreams
In My Wildest Dreams è il primo album in studio del musicista country statunitense Kenny Chesney, pubblicato nel 1994.

## Tracce
1. Whatever It Takes – 2:59
2. Somebody's Callin' – 2:36
3. The Tin Man – 3:28
4. High and Dry – 2:57
5. I Finally Found Somebody – 2:40
6. When She Calls Me Baby – 3:34
7. In My Wildest Dreams – 2:37
8. I Want My Rib Back – 2:54
9. Angel Loved the Devil – 3:30
10. I'd Love to Change Your Name – 2:48